# Sakae (Nagoya)
Ne doit pas être confondu avec Sakae-ku.

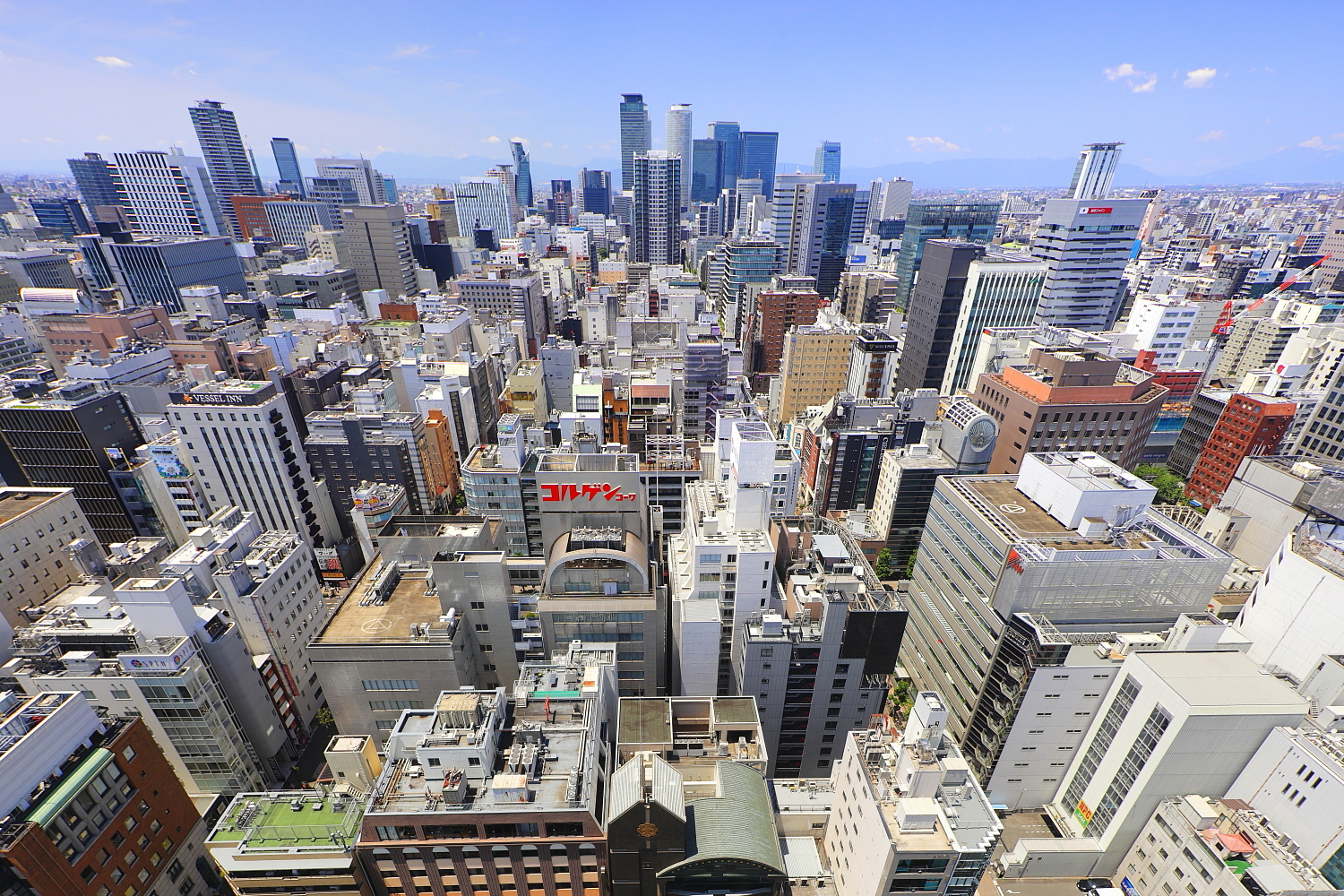
Skyline of Sakae, May 2022

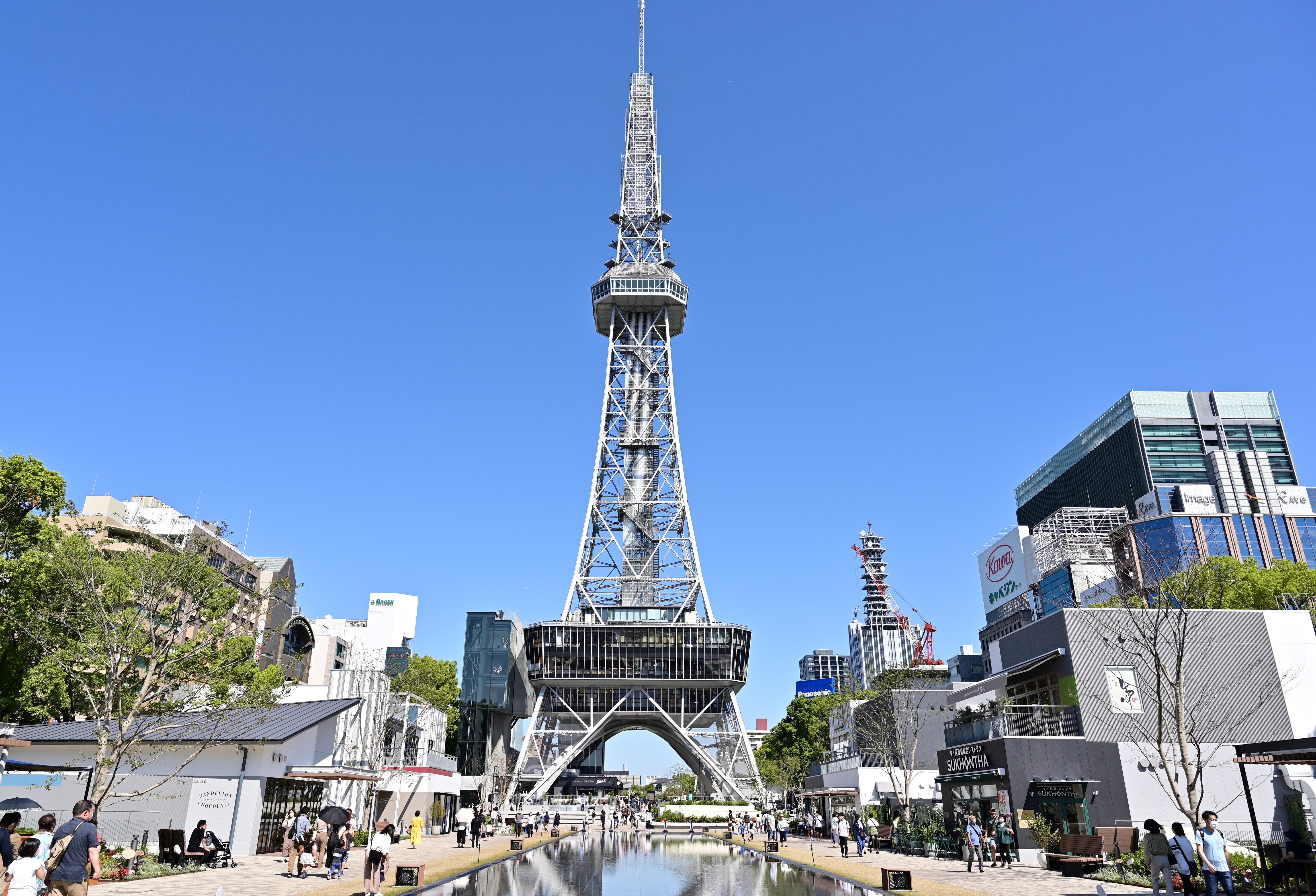
Nagoya TV Tower at the Hisaya Ōdori Park

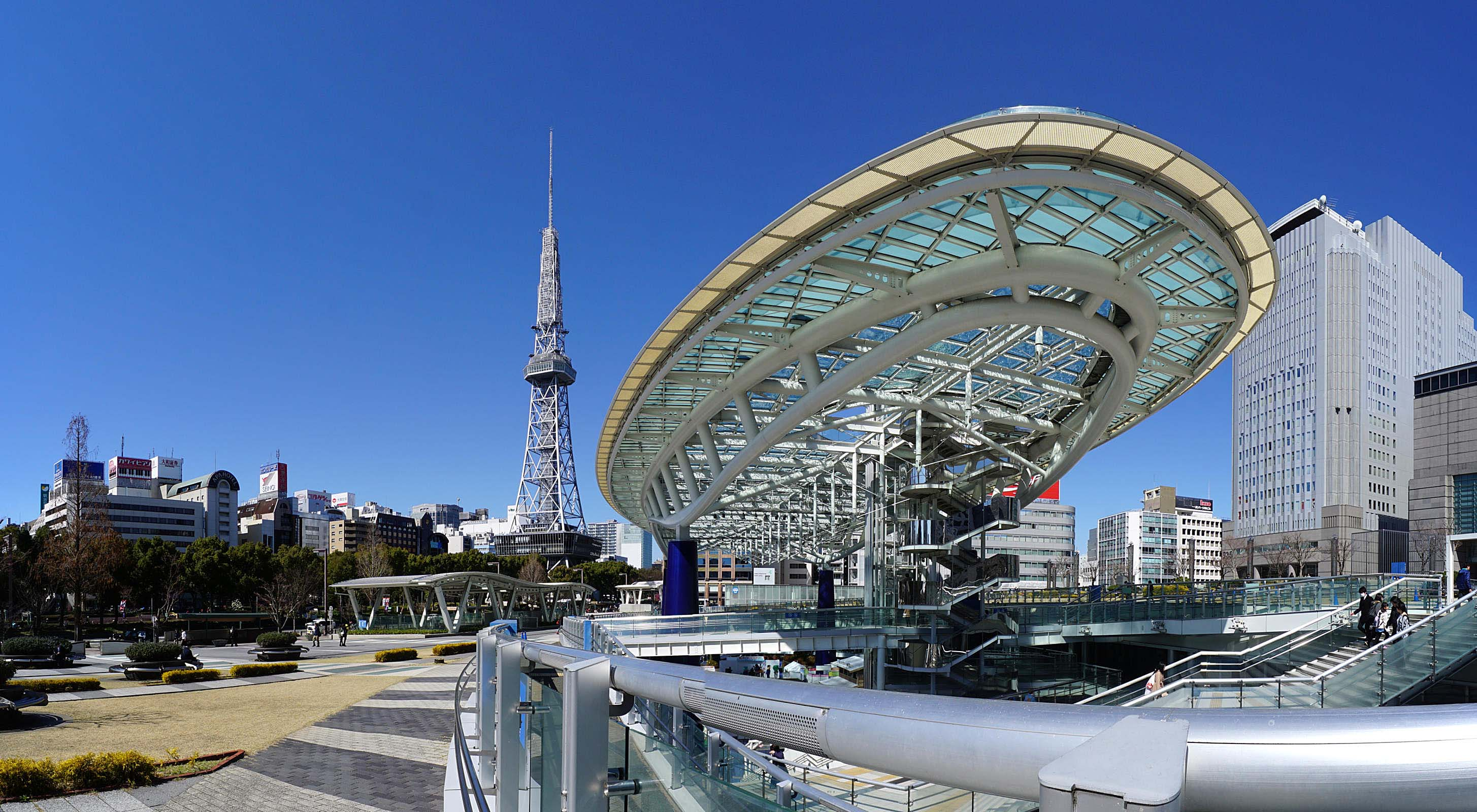
Oasis 21

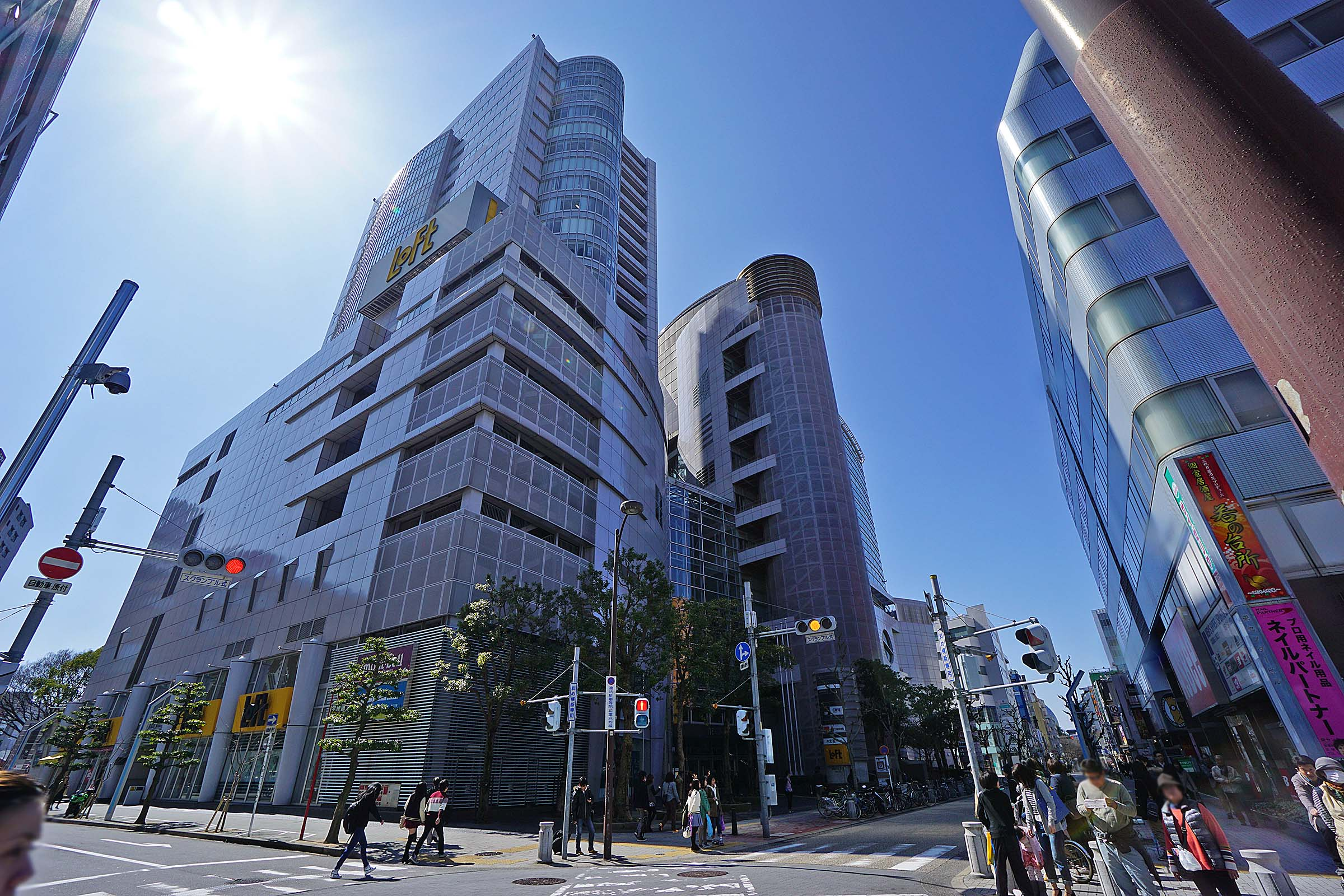
Nadya Park

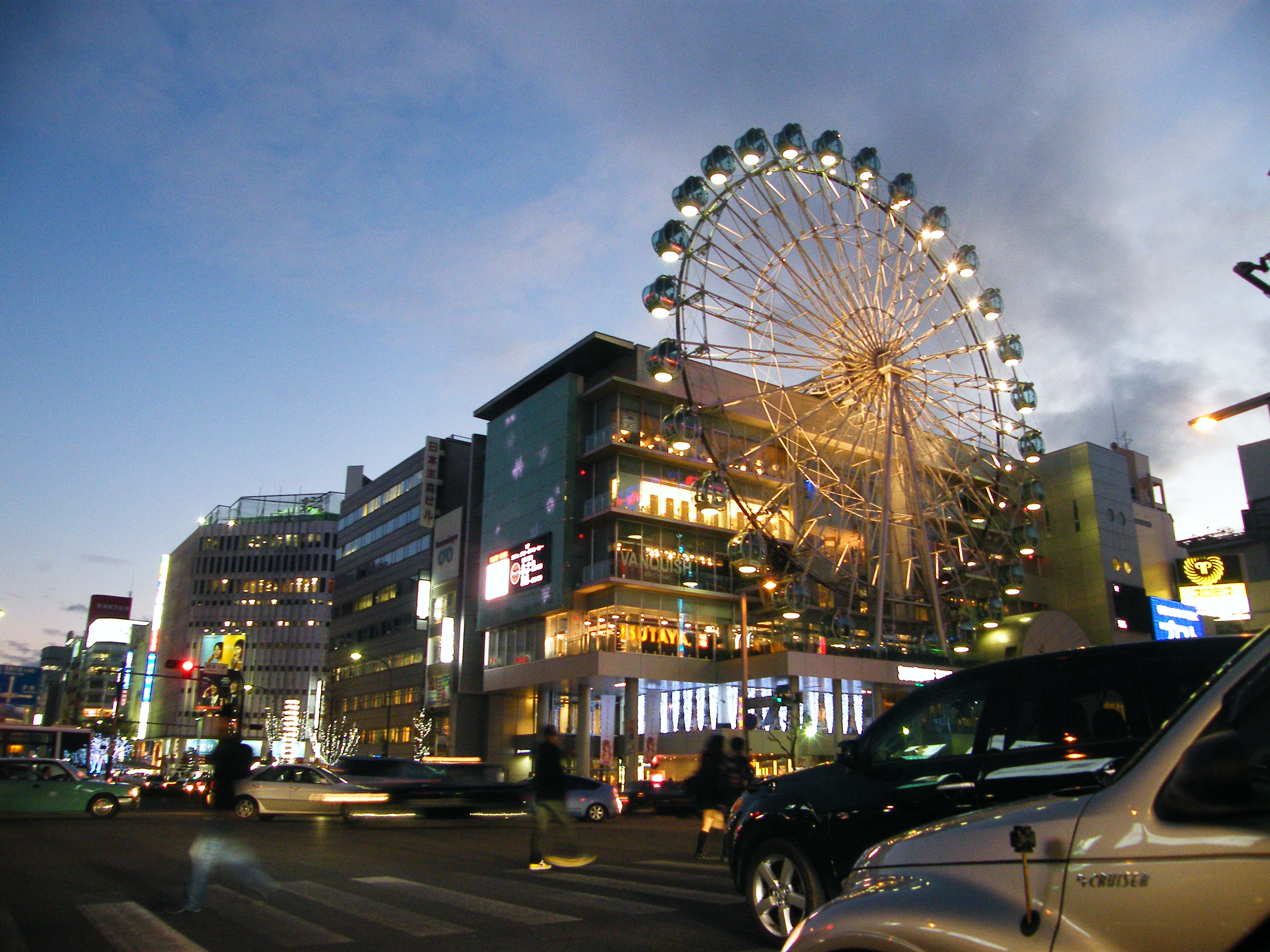
Sunshine Sakae

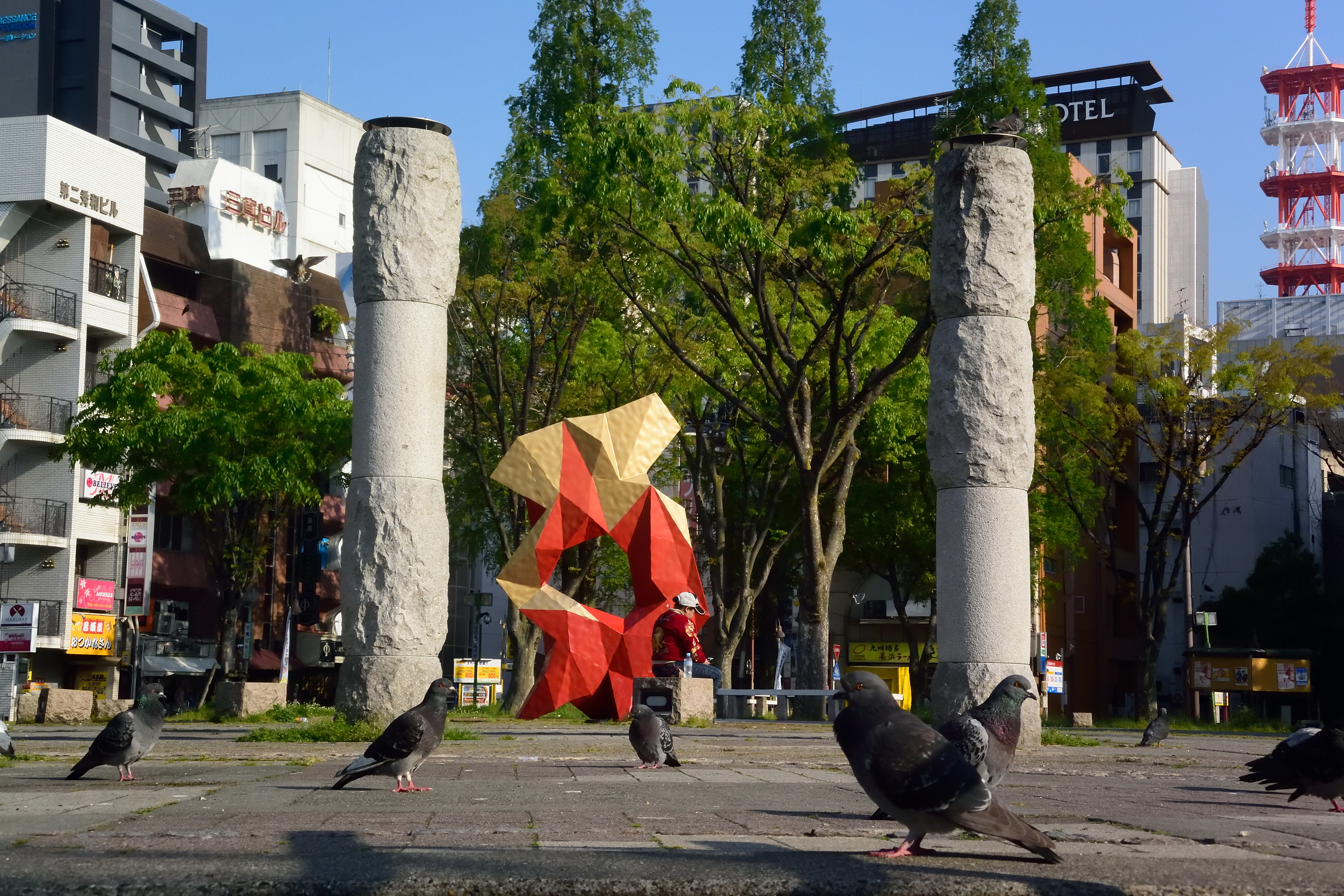
Ikeda park

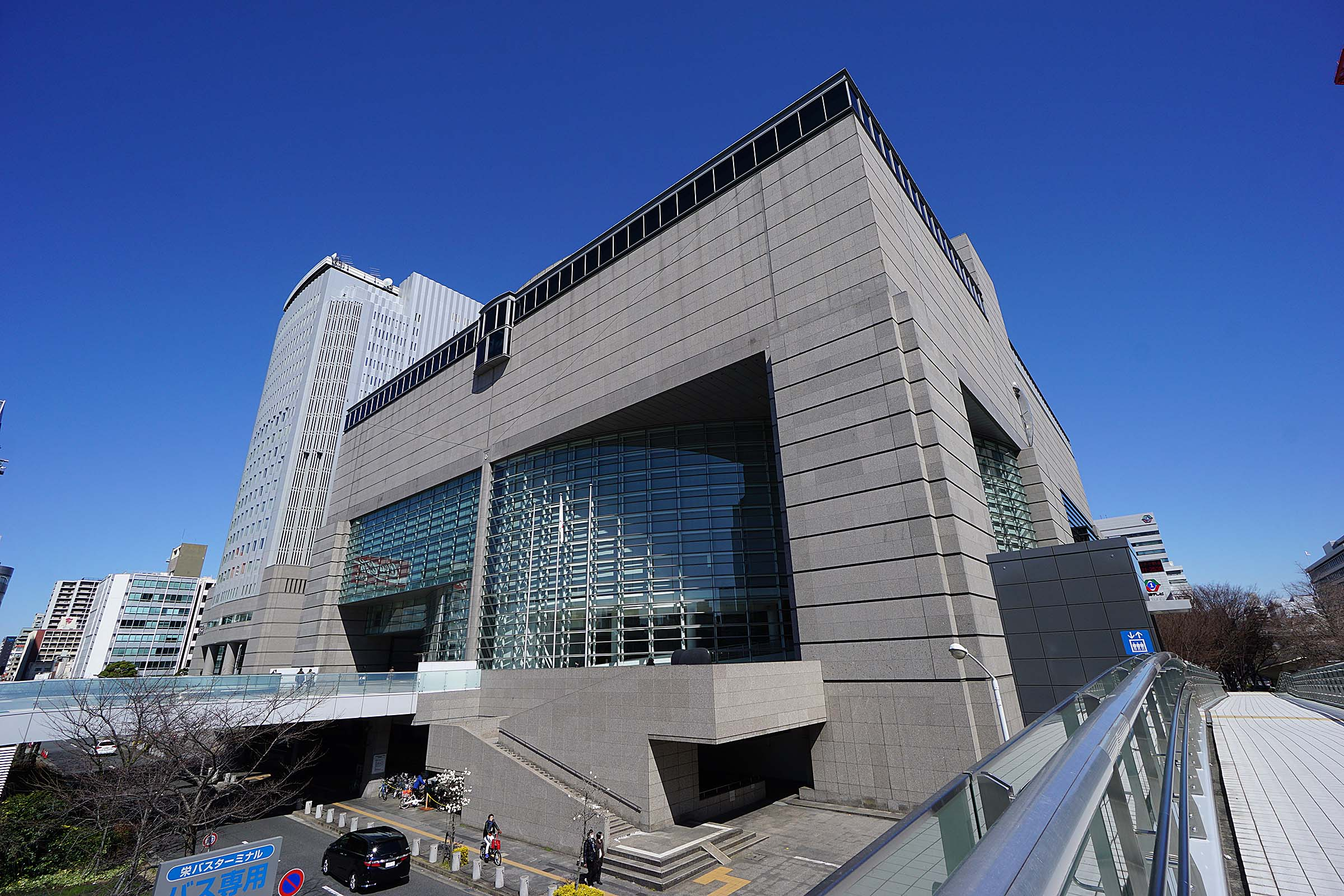
Aichi Arts Center

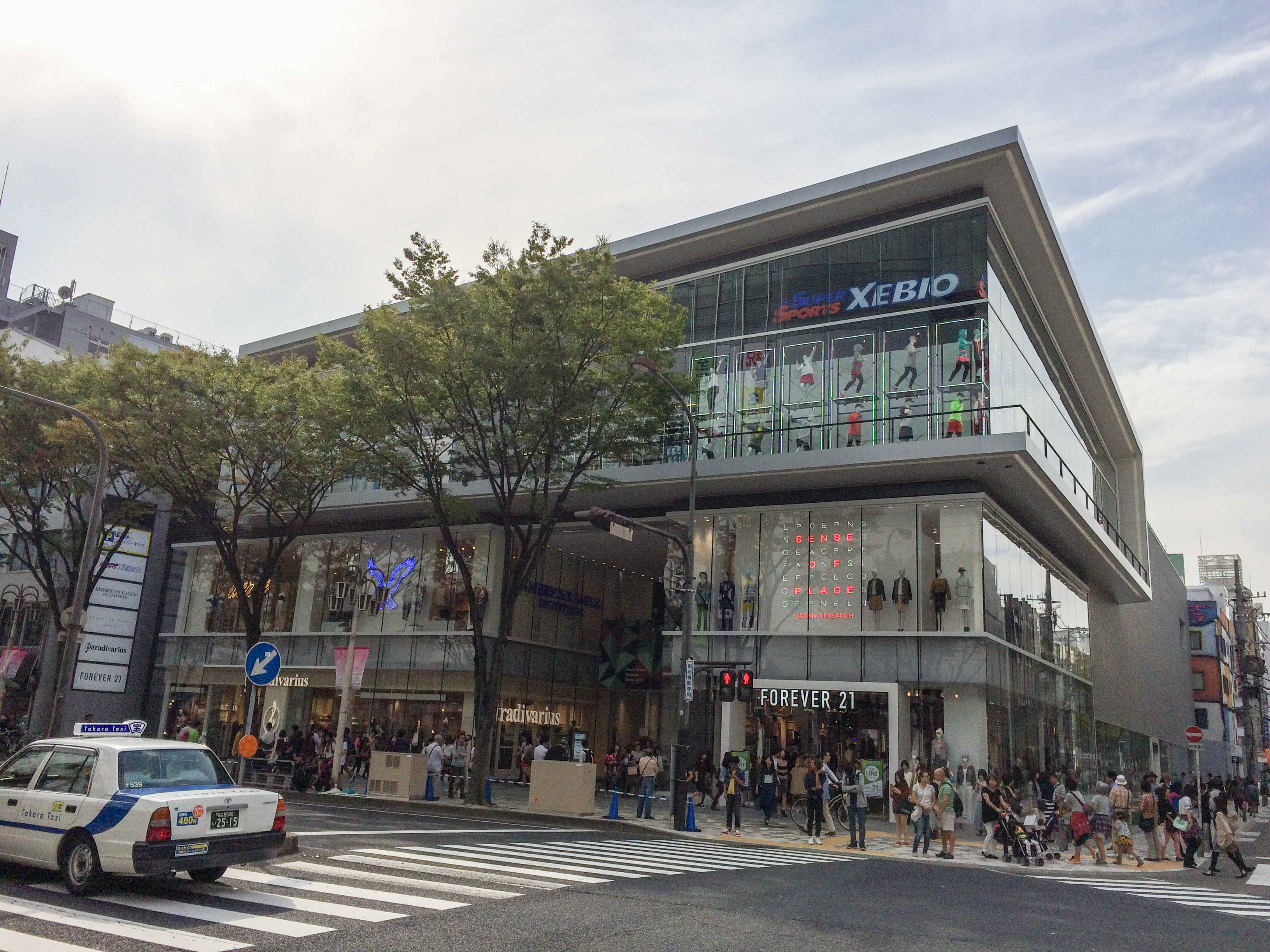
Nagoya ZERO GATE

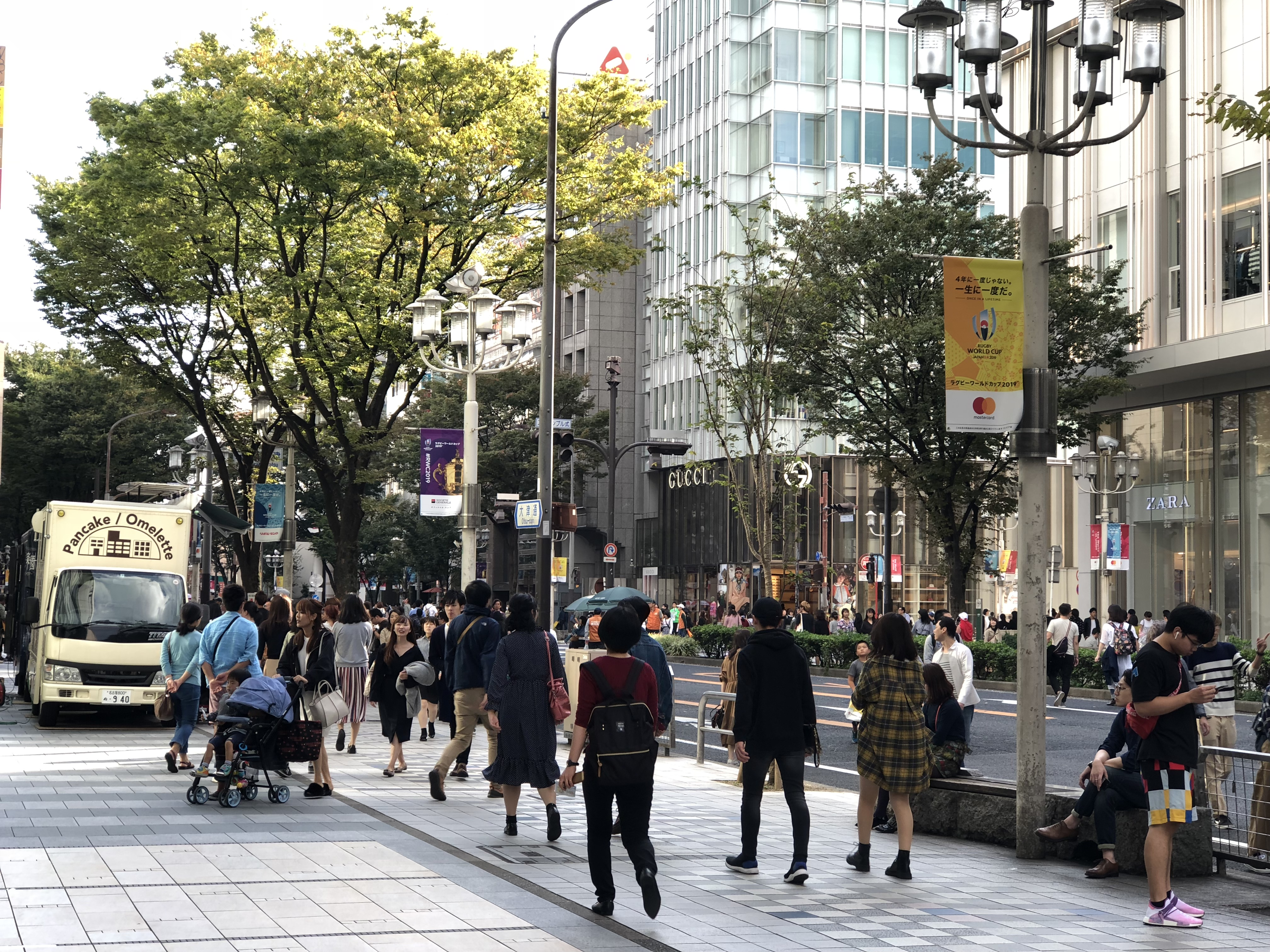
Pedestrian mall of Otu Street

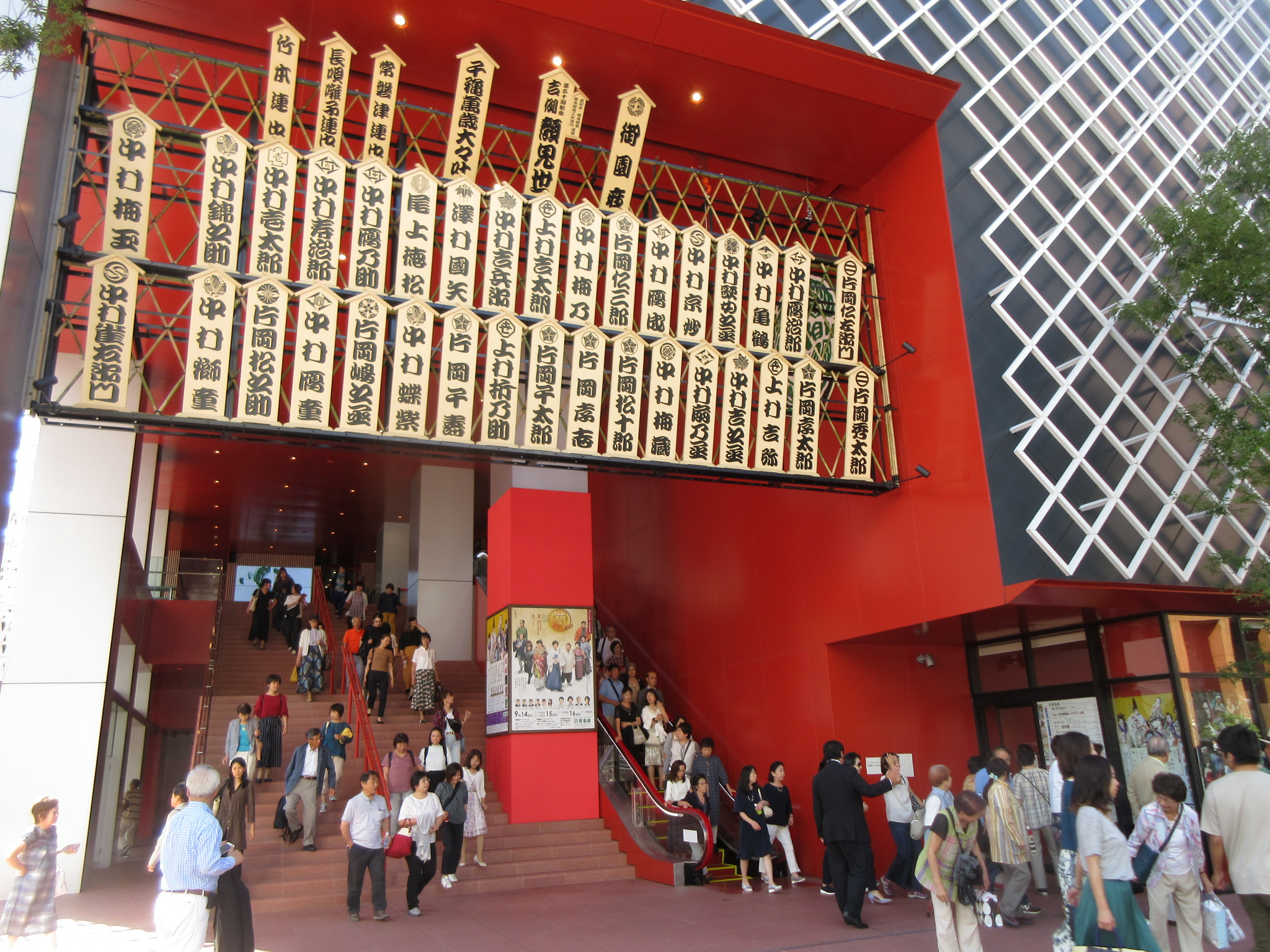
Main entrance to Misono-za theatre

Sakae est un quartier de l'arrondissement de Naka-ku à Nagoya, au Japon.
Sakae est connu pour son quartier gay.